# Le Tendre Piège
Pour plus de détails, voir Fiche technique et Distribution.
Le Tendre Piège (titre original : The Tender Trap) est un film américain réalisé par Charles Walters, sorti en 1955.

## Fiche technique
- Titre original : The Tender Trap
- Titre français : Le Tendre Piège
- Réalisation : Charles Walters
- Scénario : Julius J. Epstein d'après la pièce de Max Shulman et Robert Paul Smith
- Photographie : Paul Vogel
- Musique : Jeff Alexander
- Montage : John Dunning
- Pays d'origine :  États-Unis
- Format : Couleurs - Mono
- Genre :  Comédie romantique et film musical
- Date de sortie : 4 novembre 1955

## Distribution
- Frank Sinatra (VF : Michel André) : Charlie Y. Reader
- Debbie Reynolds : Julie Gillis
- David Wayne (VF : Roland Ménard) : Joe McCall
- Celeste Holm (VF : Jacqueline Ferrière) : Sylvia Crewes
- Jarma Lewis (VF : Jacqueline Porel) : Jessica Collins
- Lola Albright : Poppy Masters
- Carolyn Jones (VF : Nicole Riche) : Helen
- Howard St. John (VF : René Blancard) : Mr. Sayers
- Tom Helmore (VF : Pierre Gay) : Mr. Loughran
- James Drury (VF : Hubert Noël) : Eddie
- Willard Sage (VF : Jacques Beauchey) : le metteur en scène
- Gil Herman (VF : Gabriel Cattand) : l'annonceur de la télévision
- Gordon Richards (VF : Paul Faivre) : le portier